# Neocryptopteryx leucetrum
Neocryptopteryx leucetrum là một loài tò vò trong họ Ichneumonidae.